# Athens (Wisconsin)
Athens – wieś w Stanach Zjednoczonych, w stanie Wisconsin, w hrabstwie Marathon.